# Jamshedpur Football Club 2022-2023
Questa voce raccoglie le informazioni riguardanti lo Jamshedpur nelle competizioni ufficiali della stagione 2022-2023.

## Organico

### Rosa
| N. |                        | Ruolo | Calciatore           |
| -- | ---------------------- | ----- | -------------------- |
| 1  | India (bandiera)       | P     | Rakshit Dagar        |
| 2  | India (bandiera)       | C     | Boris Singh Thangjam |
| 3  | India (bandiera)       | C     | Jitendra Singh       |
| 4  | India (bandiera)       | D     | PC Laldinpuia        |
| 5  | Brasile (bandiera)     | D     | Wellington Priori    |
| 6  | India (bandiera)       | D     | Ricky Lallawmawma    |
| 7  | India (bandiera)       | C     | Seiminlen Doungel    |
| 8  | Australia (bandiera)   | A     | Harry Sawyer         |
| 9  | India (bandiera)       | A     | Ishan Pandita        |
| 10 | Inghilterra (bandiera) | A     | Jay Emmanuel-Thomas  |
| 11 | India (bandiera)       | C     | Komal Thatal         |
| 12 | Australia (bandiera)   | D     | Dylan Fox            |
| 13 | Brasile (bandiera)     | D     | Eli Sabiá            |
| 14 | India (bandiera)       | C     | Pronay Halder        |
| 16 | India (bandiera)       | D     | Muhammed Uvais       |
| 17 | India (bandiera)       | A     | Farukh Choudhary     |

| N. |                        | Ruolo | Calciatore           |
| -- | ---------------------- | ----- | -------------------- |
| 18 | India (bandiera)       | C     | Ritwik Das           |
| 19 | India (bandiera)       | D     | Sandip Mandi         |
| 24 | India (bandiera)       | D     | Pratik Chowdhary     |
| 26 | India (bandiera)       | D     | Laldinliana Renthlei |
| 27 | India (bandiera)       | C     | Sheikh Sahil         |
| 28 | India (bandiera)       | C     | Germanpreet Singh    |
| 29 | Inghilterra (bandiera) | D     | Peter Hartley        |
| 31 | India (bandiera)       | P     | Vishal Yadav         |
| 32 | India (bandiera)       | P     | Rehenesh TP          |
| 44 | India (bandiera)       | D     | Saphaba Singh Telem  |
| 47 | India (bandiera)       | P     | Mohit Singh Dhami    |
| 44 | India (bandiera)       | C     | Phijam Singh         |
| 50 | Brasile (bandiera)     | C     | Rafael Crivellaro    |
| 77 | India (bandiera)       | A     | Nikhil Barla         |
| 99 | Nigeria (bandiera)     | A     | Daniel Chima         |

### Staff tecnico
- Aidy Boothroyd - Allenatore
- Stuart Watkiss - Vice allenatore
- Noel Wilson - Vice allenatore

## Calciomercato
| Acquisti | Acquisti             | Acquisti        | Acquisti      |
| R.       | Nome                 | da              | Modalità      |
| -------- | -------------------- | --------------- | ------------- |
| P        | Niraj Kumar          | Real Kashmir    | Fine prestito |
| P        | Rakshit Dagar        | Gokulam Kerala  | Definitivo    |
| P        | Rehenesh TP          |                 |               |
| P        | Vishal Yadav         |                 |               |
| P        | Mohit Singh Dhami    |                 |               |
| D        | Eli Sabiá            |                 |               |
| D        | Peter Hartley        |                 |               |
| D        | Ricky Lallawmawma    |                 |               |
| D        | Pratik Chowdhary     |                 | Svincolato    |
| D        | Wellington Priori    |                 | Svincolato    |
| D        | Jitendra Singh       |                 |               |
| D        | Muhammed Uvais       | Gokulam Kerala  | Definitivo    |
| D        | Laldinliana Renthlei |                 |               |
| D        | Sandip Mandi         |                 |               |
| D        | PC Laldinpuia        |                 |               |
| D        | Saphaba Singh Telem  | Jamshedpur B    | Definitivo    |
| C        | Bhupender Singh      | Real Kashmir    | Fine prestito |
| C        | Germanpreet Singh    |                 | Svincolato    |
| C        | Sheikh Sahil         | ATK Mohun Bagan | Definitivo    |
| C        | Boris Singh Thangjam |                 |               |
| C        | Komal Thatal         |                 |               |
| C        | Seiminlen Doungel    |                 |               |
| C        | Ritwik Das           |                 |               |
| C        | Jitendra Singh       |                 |               |
| C        | Phijam Singh         | Jamshedpur B    | Definitivo    |
| A        | Daniel Chima         |                 |               |
| A        | Jay Emmanuel-Thomas  |                 | Svincolato    |
| A        | Harry Sawyer         | South Melbourne | Definitivo    |
| A        | Farukh Choudhary     |                 |               |
| A        | Ishan Pandita        |                 |               |
| A        | Nikhil Barla         | Jamshedpur B    | Definitivo    |

| Cessioni | Cessioni        | Cessioni        | Cessioni      |
| R.       | Nome            | a               | Modalità      |
| -------- | --------------- | --------------- | ------------- |
| P        | Pawan Kumar     | East Bengal     | Definitivo    |
| P        | Niraj Kumar     | Rajasthan Utd   | Definitivo    |
| D        | Narender Gahlot | Odisha          | Definitivo    |
| D        | Anas Edathodika |                 | Svincolato    |
| C        | Pronay Halder   | ATK Mohun Bagan | Fine prestito |
| C        | Mobashir Rahman | East Bengal     | Definitivo    |
| C        | Bhupender Singh | Jamshedpur B    | Definitivo    |
| C        | Alex            | East Bengal     | Definitivo    |
| C        | Gorachand Mamdi |                 | Svincolato    |
| A        | Greg Stewart    | Mumbai City     | Definitivo    |
| A        | Jordan Murray   |                 | Svincolato    |

### Mercato invernale
| Acquisti | Acquisti          | Acquisti   | Acquisti   |
| R.       | Nome              | da         | Modalità   |
| -------- | ----------------- | ---------- | ---------- |
| D        | Dylan Fox         |            | Svincolato |
| C        | Rafael Crivellaro | Chennaiyin | Definitivo |
| C        | Pronay Halder     | Jamshedpur | Definitivo |

| Cessioni | Cessioni          | Cessioni   | Cessioni   |
| R.       | Nome              | a          | Modalità   |
| -------- | ----------------- | ---------- | ---------- |
| D        | Wellington Priori |            | Svincolato |
| D        | Peter Hartley     |            | Svincolato |
| D        | Sandip Mandi      | Mohammedan | Definitivo |
| C        | Sheikh Sahil      | Mohammedan | Prestito   |

## Risultati

### Indian Super League
| Arbitro: | Rowan A. |

|                                          |           |                                                 |
| Daniel Chima 3’ Boris Singh Thangjam 10’ | Marcatori | 17’, 90+1’ Diego Maurício 88’ Isaac Vanmalsawma |

| Arbitro: | Venkatesh R. |

|                          |           |                  |
| Lallianzuala Chhangte 8’ | Marcatori | 12’ Daniel Chima |

| Arbitro: | Mohamed J. |

|                   |           |  |
| Peter Hartley 31’ | Marcatori |  |

| Arbitro: | Banerji P. |

|                                                             |           |  |
| Iker Guarrotxena 2’ Noah Sadaoui 12’ Brison Fernandes 90+4’ | Marcatori |  |

| Arbitro: | Mondal P. |

|  |           |                    |
|  | Marcatori | 48’ Mohammad Yasir |

| Arbitro: | Singh P. |

|                                                                  |           |                   |
| Petar Slišković 27’ Vincy Barretto 77’ Abdenasser El Khayati 85’ | Marcatori | 76’ Ishan Pandita |

| Arbitro: | Crystal J. |

|                                |           |                                       |
| Jay Emmanuel-Thomas 40’ (Rig.) | Marcatori | 2’ V.P. Suhair 26’, 58’ Cleiton Silva |

| Arbitro: | Nagvenkar T. |

|  |           |                          |
|  | Marcatori | 17’ Dīmītrīs Diamantakos |

| Arbitro: | Gupta R. |

|                           |           |  |
| Hugo Boumous 90+1’ (Rig.) | Marcatori |  |

| Arbitro: | Venkatesh R. |

|                       |           |  |
| Danish Farooq Bhat 5’ | Marcatori |  |

| Arbitro: | Bora U. |

|                                               |           |                           |
| Iker Guarrotxena 31’ (A.g.) Ishan Pandita 50’ | Marcatori | 38’, 89’ Iker Guarrotxena |

| Arbitro: | Kanojia A. |

|                                                                      |           |                  |
| Apostolos Giannou 9’ Dīmītrīs Diamantakos 31’ (Rig.) Adrián Luna 65’ | Marcatori | 17’ Daniel Chima |

| Arbitro: | Singh P. |

|                     |           |                                        |
| Ritwik Das 17’, 56’ | Marcatori | 60’ Vincy Barretto 68’ Petar Slišković |

| Arbitro: | Purkayastha A. |

|                   |           |                                 |
| Cleiton Silva 12’ | Marcatori | 61’ Harry Sawyer 85’ Ritwik Das |

| Arbitro: | Venkatesh R. |

|  |           |                                                 |
|  | Marcatori | 7’ Rohit Kumar 34’ Roy Krishna 62’ Sivasakthi N |

| Arbitro: | Nathan S. |

|                          |           |                                                   |
| Boris Singh Thangjam 63’ | Marcatori | 80’ Lallianzuala Chhangte 86’ Vikram Pratap Singh |

| Arbitro: | Banerji P. |

|  |           |                                 |
|  | Marcatori | 39’ Ritwik Das 57’ Daniel Chima |

| Jamshedpur 9 febbraio 2023, ore 15:00 UTC+5:30 20ª giornata | Jamshedpur | 0 – 0 referto | ATK Mohun Bagan | JRD Tata Sports Complex\| Arbitro: \| Bora U. \| |
| Arbitro:                                                    | Bora U.    |               |                 |                                                  |

| Arbitro: | Banerjee P. |

|                              |           |                                                                |
| Bartholomew Ogbeche 12’, 79’ | Marcatori | 22’ Ritwik Das 27’ (Rig.) Jay Emmanuel-Thomas 29’ Daniel Chima |

| Arbitro: | Srikrishna C. |

|  |           |                                 |
|  | Marcatori | 61’ Harry Sawyer 63’ Ritwik Das |

#### Andamento in campionato
| Giornata  | 1  | 2 | 3  | 4 | 5 | 6  | 7  | 8  | 9  | 10 | 11 | 12 | 13 | 14 | 15 | 16 | 17 | 18 | 19 | 20 | 21 | 22 |
| --------- | -- | - | -- | - | - | -- | -- | -- | -- | -- | -- | -- | -- | -- | -- | -- | -- | -- | -- | -- | -- | -- |
| Luogo     | C  | X | T  | C | T | C  | T  | C  | C  | T  | T  | C  | T  | C  | T  | C  | C  | T  | X  | C  | T  | T  |
| Risultato | P  | X | N  | V | P | P  | P  | P  | P  | P  | P  | N  | P  | N  | V  | P  | P  | V  | X  | N  | V  | V  |
| Posizione | 10 | 9 | 10 | 6 | 9 | 10 | 10 | 10 | 10 | 10 | 10 | 10 | 10 | 10 | 10 | 10 | 10 | 10 | 10 | 10 | 10 | 9  |

Legenda:

Luogo: C = Casa; T = Trasferta. Risultato: V = Vittoria; N = Pareggio; P = Sconfitta.

### Super Cup

#### 1º turno
| Arbitro: | I Jamal Mohamed |

|                                           |           |                                                                                             |
| Noah Sadaoui 6’, 70’ Iker Guarrotxena 61’ | Marcatori | 11’ Pratik Chowdhary 27’, 59’ Rafael Crivellaro 45+4’ (A.g.) Fares Arnaout 82’ Harry Sawyer |

| Arbitro: | Nagvenkar T. |

|                                                  |           |  |
| Boris Singh Thangjam 22’, 42’ Harry Sawyer 90+5’ | Marcatori |  |

| Arbitro: | Senthil Nathan S |

|                                                         |           |                        |
| Harry Sawyer 40’ Farukh Choudhary 59’ Ishan Pandita 69’ | Marcatori | 33’, 62’ Samuel Konney |

#### Andamento in coppa
| Giornata  | 1 | 2 | 3 |  |
| --------- | - | - | - |  |
| Luogo     | T | C | C |  |
| Risultato | V | V | V |  |
| Posizione | 2 | 1 | 1 |  |

Legenda:

Luogo: C = Casa; T = Trasferta. Risultato: V = Vittoria; N = Pareggio; P = Sconfitta.

#### Semifinale
| Arbitro: | Venkatesh R |

|                                   |           |  |
| Jayesh Rane 67’ Sunil Chhetri 84’ | Marcatori |  |

### Durand Cup
| Arbitro: | Rahul Kumar G. |

|           |           |                         |
| Rishi 61’ | Marcatori | 23’ Chhetri 56’ Krishna |

| Arbitro: | Nathan S. |

|                                |           |  |
| Faslu 38’ Halder 71’ Faiaz 74’ | Marcatori |  |

| Arbitro: | Srikrishna CR |

|            |           |  |
| Halder 84’ | Marcatori |  |

| Arbitro: | Das S. |

|                             |           |               |
| Piyush 26’ Lalruatmawia 84’ | Marcatori | 39’ Somananda |

#### Andamento
| Giornata  | 1 | 2 | 3 | 4 | 5 |
| --------- | - | - | - | - | - |
| Luogo     | C | T | C | X | C |
| Risultato | P | P | V | X | V |
| Posizione | 4 | 5 | 4 | 4 | 3 |

Legenda:

Luogo: C = Casa; T = Trasferta. Risultato: V = Vittoria; N = Pareggio; P = Sconfitta.

### Qualificazione al 1º turno di AFC Champions League 2023-2024
| Arbitro: | Venkatesh R |

|               |           |                                                                       |
| Eli Sabiá 80’ | Marcatori | 51’ (Rig.) Ahmed Jahouh 70’ Alberto Noguera 90+4’ Vikram Pratap Singh |